# Волна (Запорожская область)
Волна (укр. Волна) — село в Мелитопольском районе Запорожской области Украины.
Код КОАТУУ — 2324583803. Население по переписи 2001 года составляло 87 человек.

## Географическое положение
Село Волна находится на расстоянии в 4 км от села Надеждино.

## История
- 1861 год — дата основания.